# ماتيو ميجويز
ماتيو ميجويز (بالإسبانية: Mateo Míguez Adán)‏ هو لاعب كرة قدم إسباني في مركز الهجوم، ولد في 11 مايو 1987 في ريدونديلا في إسبانيا. لعب مع بونفيرادينا وسيلتا فيغو ونادي غوادالاخارا ونادي كوروتشو.

## وصلات خارجية
- ماتيو ميجويز على موقع قاعدة بيانات كرة القدم.إي يو (الإنجليزية)
- ماتيو ميجويز على موقع Soccerway.com (الإنجليزية)
- ماتيو ميجويز على موقع AS.com (الإسبانية)